# Arendsburg

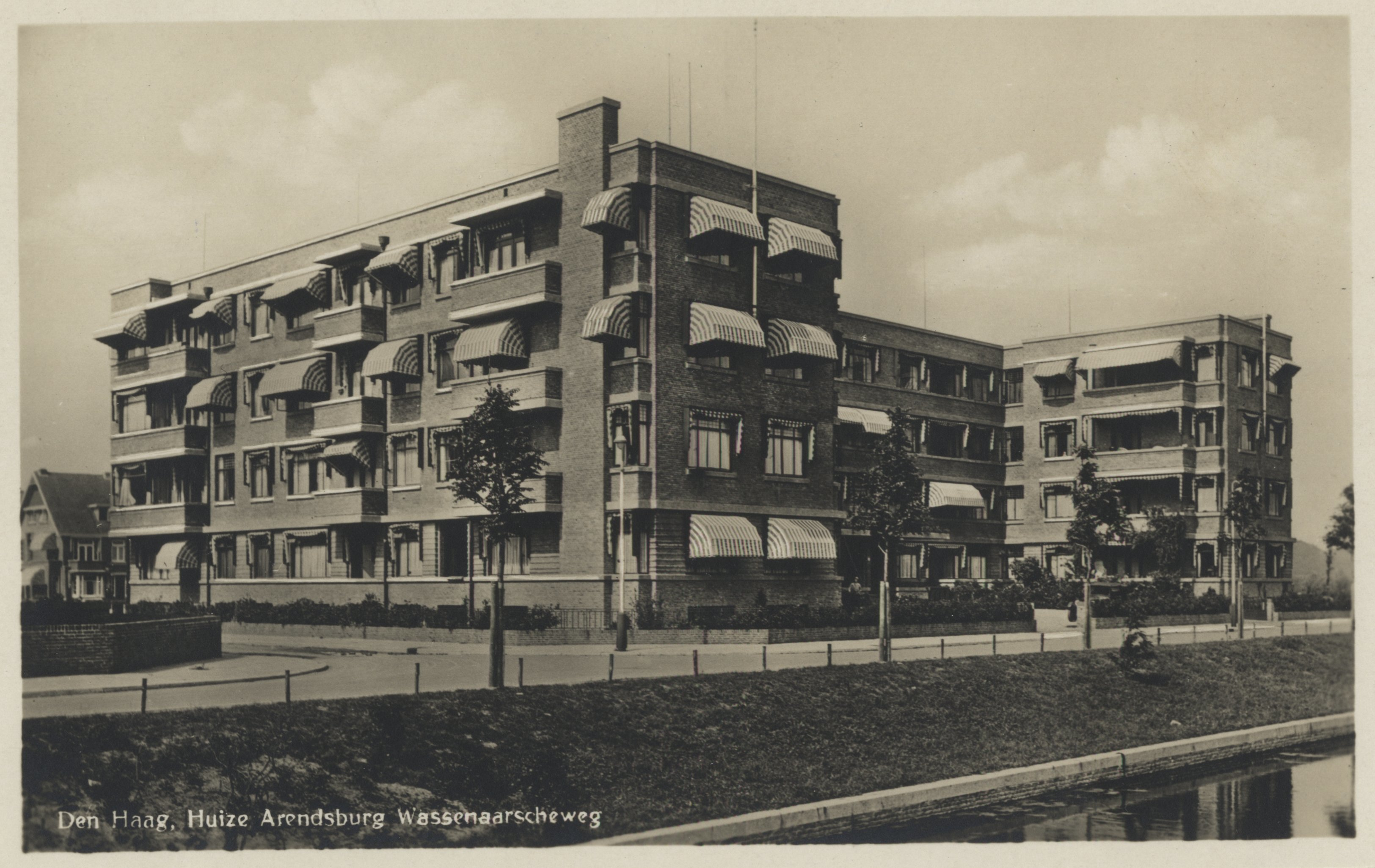
Arendsburg op een ansichtkaart uit ca. 1931

Arendsburg, een appartementengebouw aan de Wassenaarseweg 108 in Den Haag, is een in 1925 door architect Willem Verschoor (1880-1968) gebouwd rijksmonument. Het ligt in de wijk Benoordenhout.
In het gebouw is het "woonhotel Arendsburg" gevestigd.
Onder de bewoners waren eertijds veel oud-Indiëgangers, onder wie Elisabeth Couperus-Baud (1867-1960), die hier in de jaren voor de Tweede Wereldoorlog woonde. Zij was de weduwe van de schrijver Louis Couperus.